# 黄孝宗
黄孝宗（1920年3月10日—），生于中国大陸湖北汉阳，祖籍福建厦门。民國31年（1942年）毕业于国立武汉大学工学院机械系，民國33年考取公費留學考試，赴美国麻省理工学院机械工程博士，世界级航天科学家和火箭专家，美国NASA阿波罗登月计划火箭推进系统总工程师，美国航太推进系统公司总工程师。曾1980年到1992年期间回中华民国台灣担任國家中山科学研究院代理院长等职务。被稱為「IDF之父」；中科院尊稱他「總主持人」；中科院在他領導下，研發完成F-CK-1經國號戰鬥機 、雄風飛彈、天弓飛彈、天劍飛彈等高科技國造武器系統。1992年出任中华民国政府與民間集資成立的台翔航太工業董事長。

## 家庭
父親曾留美，在哥倫比亞大學修習冶金，返國後任職於漢陽鋼鐵廠。

## 主要貢獻
發表多篇與航太技術有關之專題論文，並著有《液體推進劑火箭發動機設計》一書，有多國譯本，現被各國專家作為參考書。曾獲得與推進系統有關的美國發明專利四項，美國航太總署登陸月球計劃功績獎及太空實驗室計劃功績獎等。英國劍橋國際傳記中心（IBC）將他列為“20世紀傑出科學家”。

## 外部連結
黄孝宗 武汉大学第二届杰出校友